# 奧里亞霍沃高地

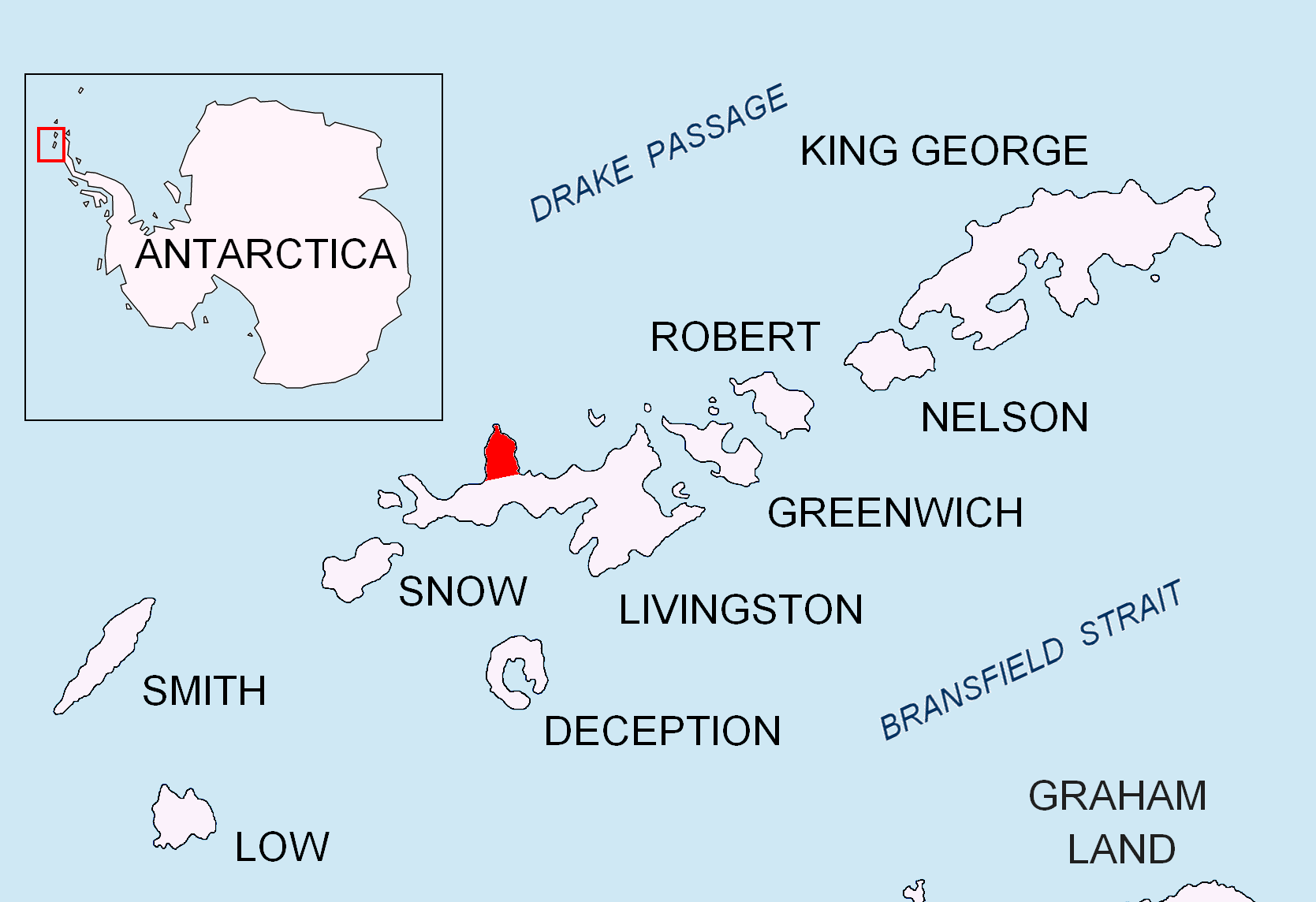

奧里亞霍沃高地是南極洲的高地，位於南設得蘭群島中利文斯頓島的若望保祿二世半島，長6公里，海拔高度340米，以保加利亞西北部的城鎮命名。

## 外部連結
- SCAR Composite Antarctic Gazetteer（页面存档备份，存于）.